# Катастрофа Ли-2 под Анадырем (1956)
Катастрофа Ли-2 под Анадырем — авиационная катастрофа самолёта Ли-2 компании Аэрофлот, произошедшая в воскресенье 9 декабря 1956 года в районе Анадыря, при этом погибли 12 человек.

## Самолёт
Ли-2 с заводским номером 18435609 и серийным 356-09 был выпущен Ташкентским авиационным заводом 31 мая 1950 года. Авиалайнер получил бортовой номер СССР-Л5033 и был передан Главному управлению гражданского воздушного флота, которое в свою очередь направило его в 194-й лётный отряд в составе Магаданской авиагруппы Дальневосточного территориального управления гражданского воздушного флота. Общая наработка самолёта составляла 5333 лётных часа.

## Экипаж
- Проверяющий — пилот-инструктор Кручинин Иван Иванович
- Командир воздушного судна — Абрамян Степан Оганесович
- Второй пилот Эдемский Анатолий Михайлович
- Бортмеханик — Уланов Анатолий Тимофеевич
- Бортрадист — Александров Леонид Григорьевич

## Катастрофа
Самолёт выполнял регулярный рейс из Лаврентии в Анадырь с последней промежуточной остановкой в Уэлькале с ночёвкой. Утром 9 декабря в 00:20Ли-2 с 5 членами экипажа, 7 пассажирами и 580 килограммами груза на борту вылетел из Уэлькаля в Анадырь. Согласно прогнозу погоды, на маршруте ожидалась переменная облачность высотой 600—1000 метров, слабый западный ветер, позёмок, видимость 4—6. Схожие погодные условия ожидались и в районе Анадыря. Полёт должен был проходить на эшелоне 1500 метров. В 00:27 экипаж связался с диспетчером в Анадырском аэропорту и, сообщив о визуальном полёте, запросил погоду. В 00:40 экипаж вновь связался с анадырским диспетчером и спросил, есть ли вылеты из Анадыря в бухту Провидения. После этого борт Л5033 больше диспетчера не вызывал и на связь не выходил.
Организованными поисками самолёт был обнаружен в 35 километрах северо-восточнее Анадыря, а лишь 13 декабря к месту падения вышла поисковая группа. Следуя в 8 километрах левее заданной линии пути, авиалайнер с работающими двигателями на высоте 720 метров врезался в сопку высотой 920 метров на юго-западном склоне горы Иоанна (Золотой хребет), взорвался и полностью разрушился. Все 12 человек на его борту погибли.

## Расследование

### Анализ
Самолёт должен был пролететь вдоль долины промеж двух хребтов, но так как он уклонился влево на 8 километров, то оказался прямо над Золотым хребтом. Этого можно было бы избежать, знай экипаж своё местонахождение. Однако в найденном на борту бортжурнале не было никаких записей о пеленгах, да и самих пеленгов экипаж не запрашивал. Хотя диспетчер в Анадыре получал сообщения с борта Л5033, но о том, что этот самолёт вылетел, из аэропорта Уэлькаль сообщили только в 01:05, когда уже произошла катастрофа. Помимо этого, экипаж даже влетел в зону Анадырского аэропорта и уже видел Анадырь, но не стал сообщать диспетчеру о входе в зону. Сам диспетчер при этом не контролировал полёт, не использовал радиопеленгатор, в том числе и ПВО, а также не запрашивал у экипажа, как проходит полёт. Как установила комиссия, это было стандартной практикой в диспетчерском центре аэропорта. Опросы экипажей других самолётов показали, что вершины хребта в это время были закрыты переменной облачностью и позёмкой. Экипаж видел аэропорт и считал, что полёт происходит по линии пути над долиной, поэтому, не получая разрешение от диспетчера, начал снижение. Лайнер влетел в облака, после чего неожиданно для пилотов произошло столкновение с горой.

### Причины
По мнению комиссии, катастрофа произошла из-за того, что самолёт уклонился в сторону гор от линии заданного пути, после чего экипаж, не видя закрытые позёмкой и облаками горы, начал снижаться. Есть вероятность, что когда Ли-2 находился на высоте 100—200 метров над горами, то он попал в нисходящие воздушные потоки, что ускорило снижение. Способствовали катастрофе недостаточная дисциплинированность пилота-инструктора, а также то, что диспетчер в Анадырском аэропорту плохо контролировал полёт авиалайнера.

### Комментарии
1. ↑  Здесь и далее указано Московское время.